# New Lanark School

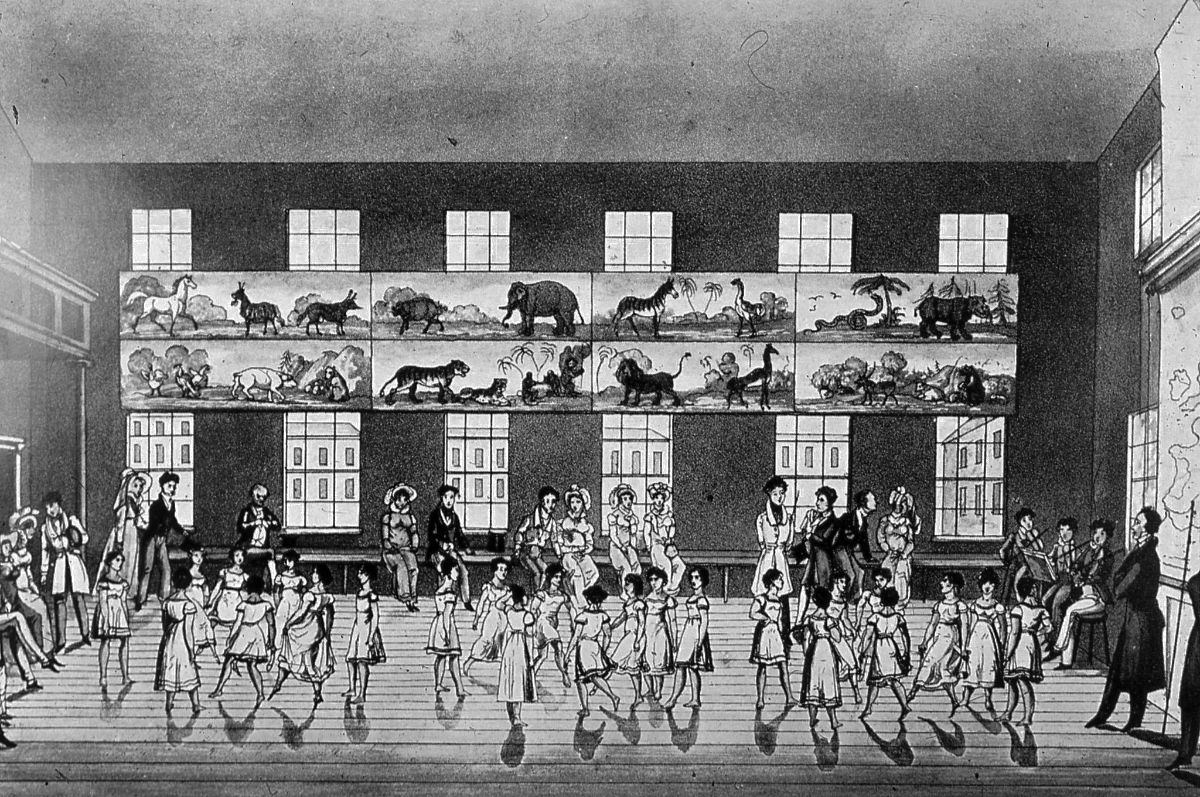
Lärosal i New Lanark School

New Lanark School var en skola i den skotska industriorten New Lanark i grevskapet South Lanarkshire. År 1980 blev byggnaden som inrymde skolan ett byggnadsminne. Den är också en del av det 2001 inrättade världsarvet New Lanark. 
I mitten av 1780-talet utökade David Dale (1739-1806) och hans svärson och efterträdare, Robert Owen, textilfabrikskomplexet i New Lanark avsevärt. Owen etablerade då också ett utbildningssystem i New Lanark, som var en viktig del av ortens progressiva profil. Tillsammans med Institution for the Formation of Character utgjorde New Lanark School, invigd 1817, en av pelarna i detta utbildningssystem för alla åldrar. Skolan, som drevs enligt Joseph Lancasters läror, anställde 19 lärare som undervisade upp till 274 elever i en mängd olika ämnen.
En ny skola byggdes 1884, varefter byggnaden användes som verkstadsbyggnad. År 2000 etablerades ett fortbildningscenter där.
Byggnaden uppfördes på 1810-talet i nyklassisk stil. Den ligger mellan floden Clyde och New Lanarks inloppskanal och är tre våningar hög på västra sidan, medan den bara har två våningar på östra sidan. Murverket består av grovt huggen brun sandsten. Den nordostvända fasaden har en central utskjutande fasad med en triangulär fronton. Byggnaden har ett valmat skiffertak. 
Båda rummen på övervåningen är utrustade med musikläktare som stöds av smala gjutjärnspelare. Det bevarade värmesystemet består av en central brännare som värmer luft. Denna luft leds genom byggnaden i två rör.  

## Bildgalleri

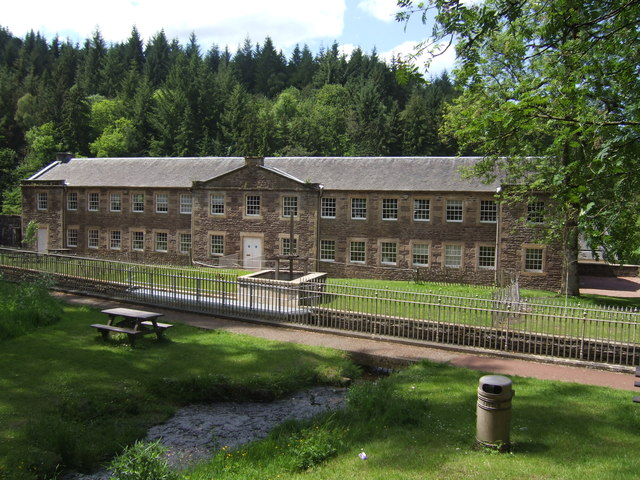
New Lanark School
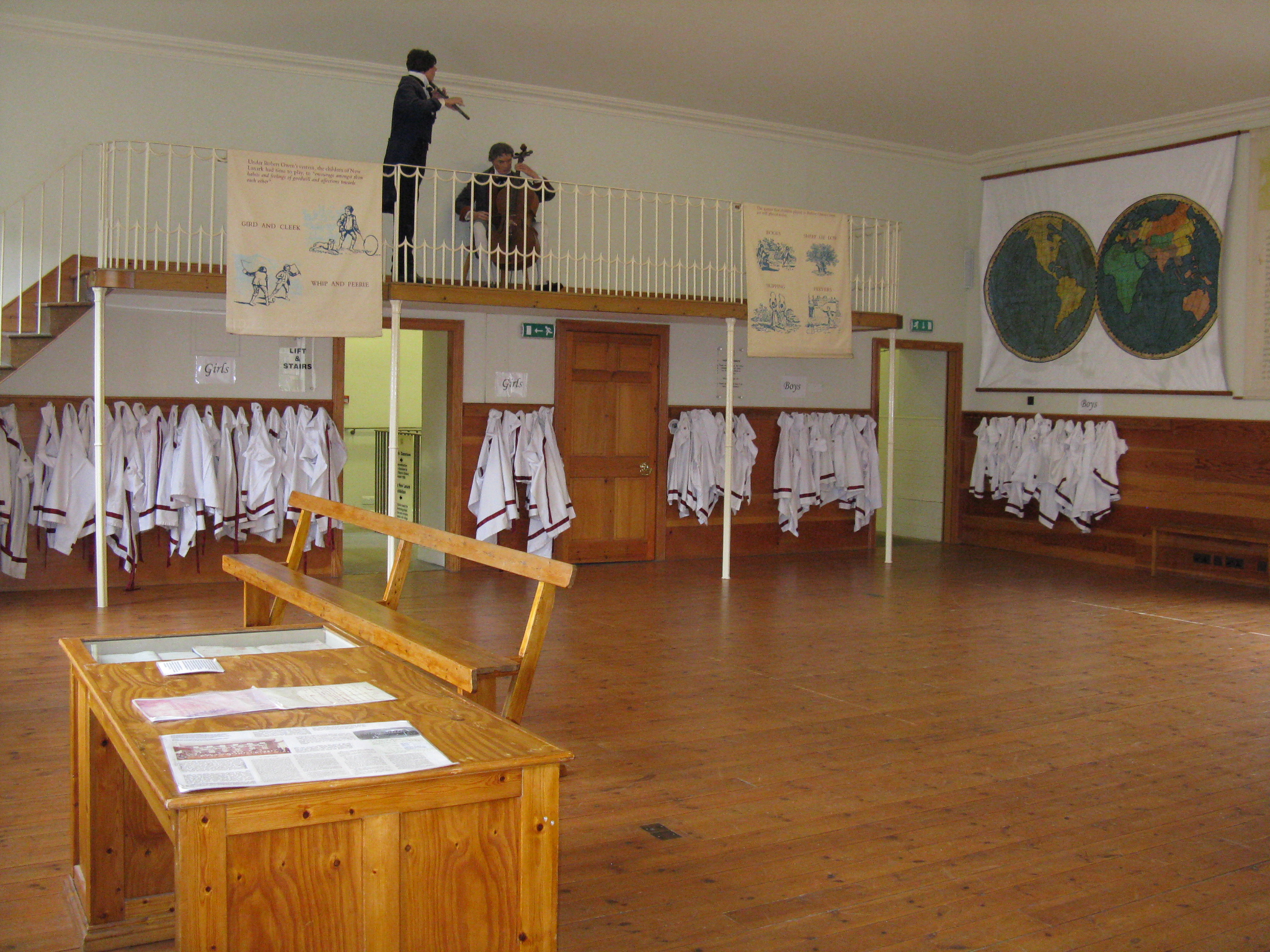
Geografiskolsal
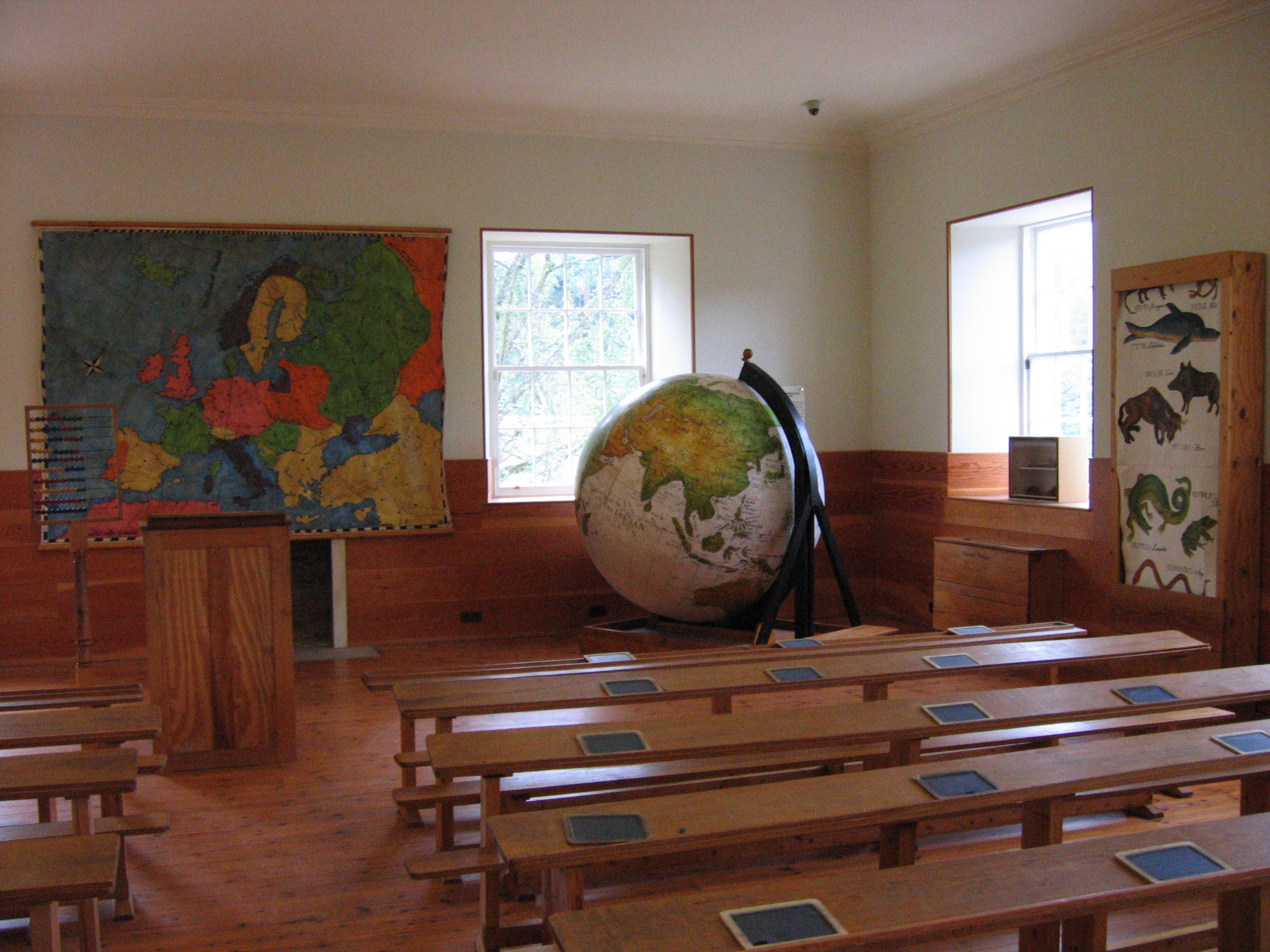
Skolsal
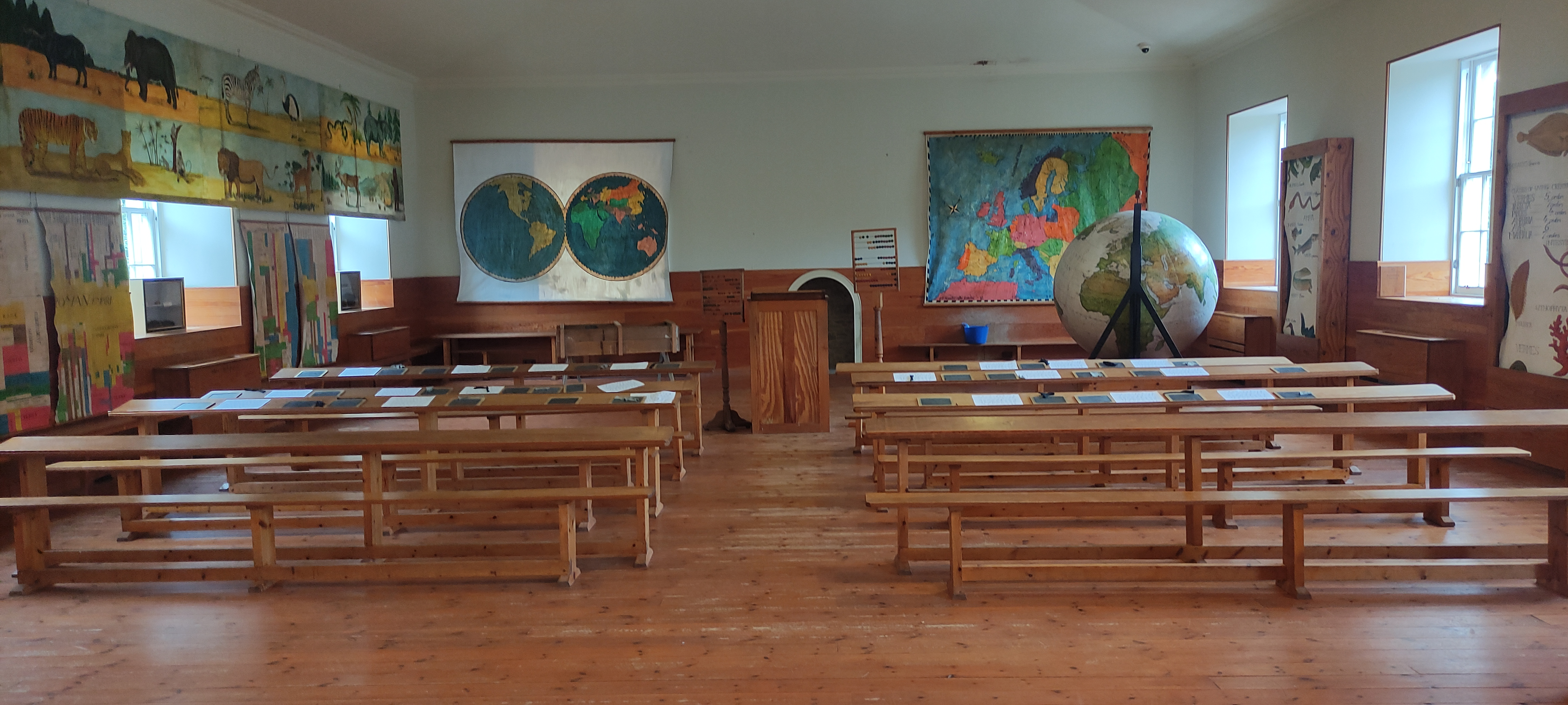
Skolsal
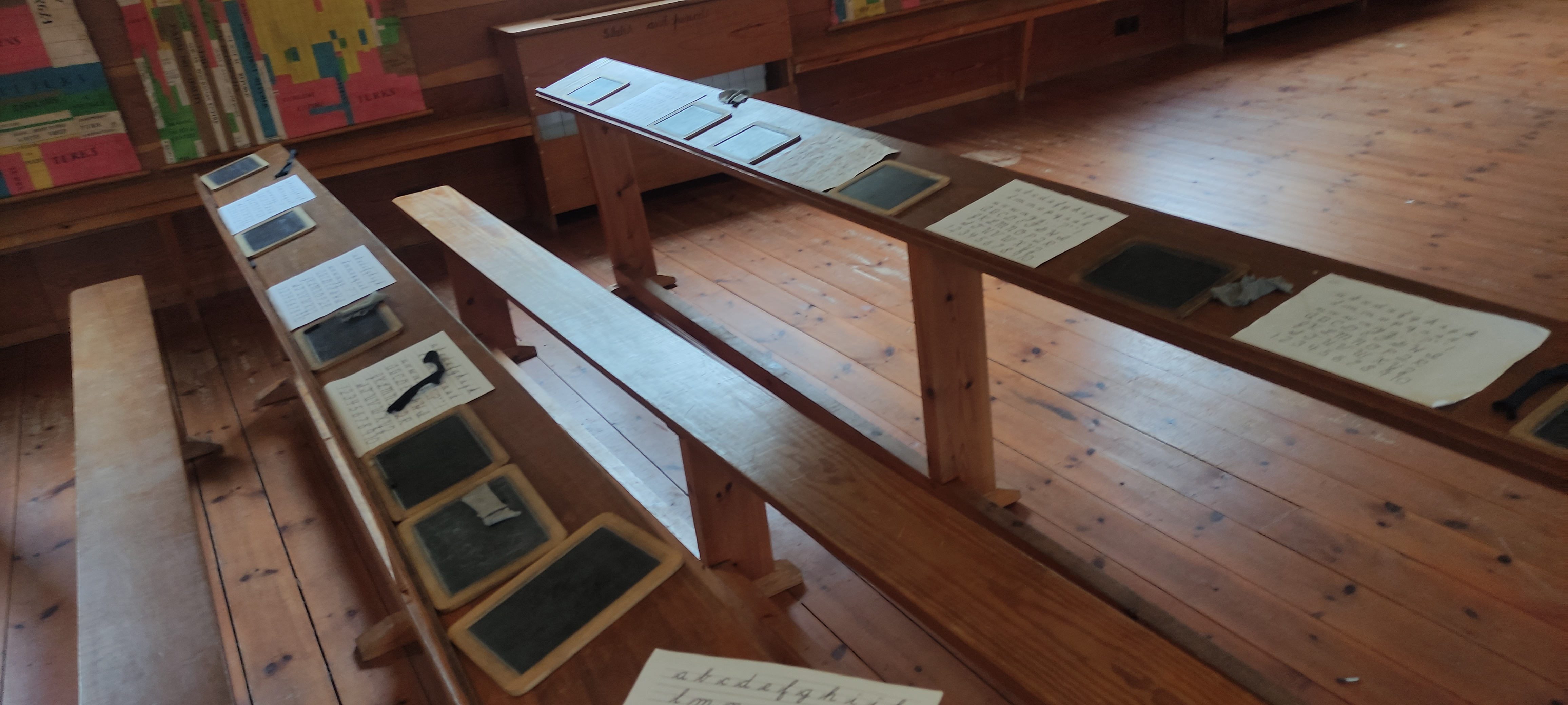
Griffeltavlor och kritor
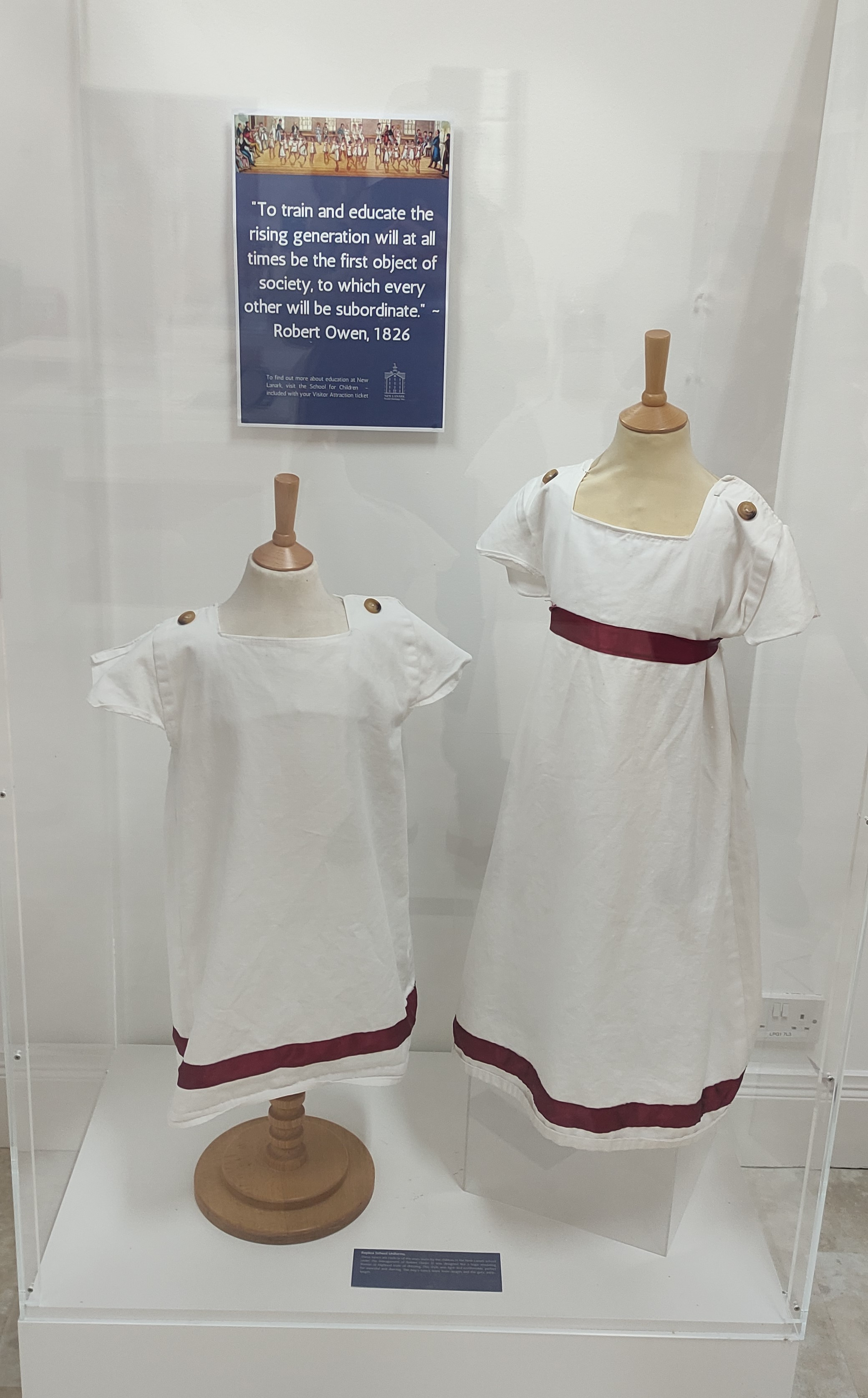
Skolkläder